# 馬托博
马托博位于津巴布韦南部的南馬塔貝萊蘭省布拉瓦约南部35公里，是一座花岗岩残留山丘。由于花岗岩隆起，山丘于2000多万年前形成。该地目前也是津巴布韦的馬托博國家公園，佔地424平方公里，于1926年成立。2003年，马托博列入联合国教科文组织世界遗产。

## 生物
马托博有175種鳥類、88種哺乳類動物、39種蛇類和16種魚類，野生動物包括白犀牛、黑馬羚、高角羚、豹、長頸鹿、斑馬、角馬和鴕鳥。

## 登录基准

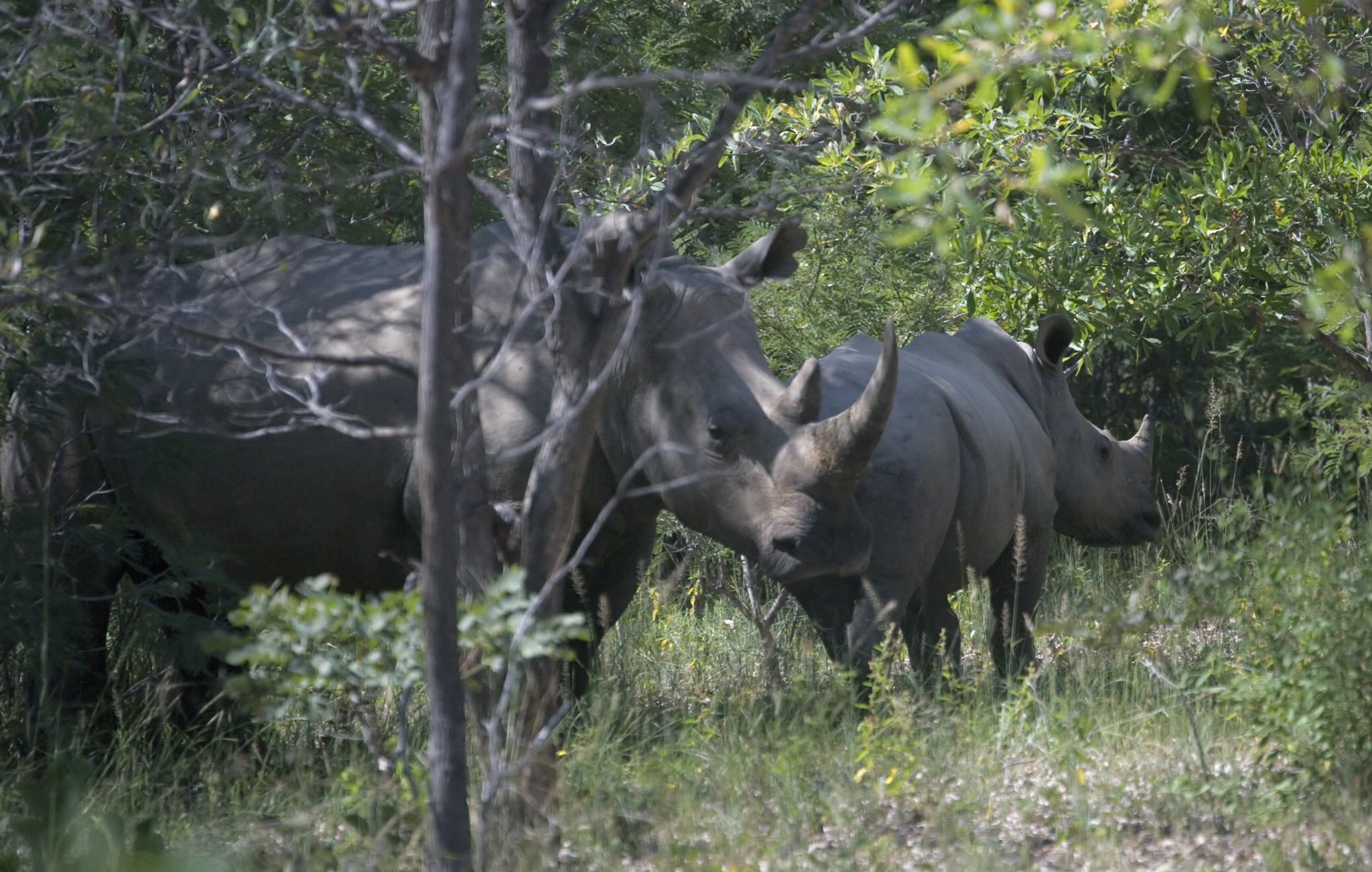
國家公園內的白犀牛

该世界遗产被认为满足世界遺產登錄基準中的以下基準而予以登錄：
- （iv）关于呈现人类历史重要阶段的建筑类型，或者建筑及技术的组合，或者景观上的卓越典范。
- （v）代表某一个或数个文化的人类传统聚落或土地使用，提供出色的典范－特别是因为难以抗拒的历史潮流而处于消灭危机的场合。
- （vi）具有显著普遍价值的事件、活的传统、理念、信仰、艺术及文学作品，有直接或实质的连结（世界遗产委员会认为该基准应最好与其他基准共同使用）。

## 外部連結
- Parks and Wildlife Management Authority
- An Introduction to the Matopo National Park[永久]
- Matobo National Park in Pictures （页面存档备份，存于）
- Matobo Conservation Society （页面存档备份，存于）
- Camp Amalinda （页面存档备份，存于）